# Јелена Ђокић
Јелена Ђокић (Сплит, 24. мај 1977) српска је глумица.
Рођена је у Сплиту, основну школу завршила у Младеновцу, средњу школу у Херцег Новом, а глумачку академију на Цетињу. Живи и ради у Београду.
Удата је за Светозара Цветковића и са њим има ћерку Клару и сина Луку.

## Награде
- Гранд При на Фестивалу у Котору за улогу Пипи у представи "Пипи дуга чарапа"
- Награда УДУЦГ (Удружење драмских умјетника Црне Горе) за улогу Пипи у представи "Пипи дуга чарапа"
- Стеријина награда,
- Награда "Милош Жутић",
- Награда "Авдо Мујчиновић",
- Награда за најбоље глумачко остварење Фестивала Пургаторије за улогу Катарине у представи "Бокешки Д мол";
- Плакета "Иване Томичић" за улогу Катарине у представи "Бокешки Д мол";
- Награда "Авдо Мујчиновић" за улогу Оца Алексеја у представи "Јегоров пут";
- Награда "Зоран Радмиловић" за улогу Атех у представи "Хазарски речник";
- Награда за најбољу филмску глумицу у новосадској Арени
- Награда критике на Филмским сусретима у Нишу;
- Златна мимоза за најбољу женску улогу - Филмски фестивал Херцег Нови.[2]

## Филмографија
| Год.   | Назив                          | Улога                          |
| ------ | ------------------------------ | ------------------------------ |
| 2000-е |                                |                                |
| 2003.  | Сјај у очима                   | Вида                           |
| 2004.  | Опет пакујемо мајмуне          | Јелена                         |
| 2004.  | Диши дубоко                    | Лана                           |
| 2005.  | Звезде љубави                  | Милена                         |
| 2006.  | Сутра ујутру                   | Радница у пекари               |
| 2008.  | Турнеја                        | Јадранка                       |
| 2008.  | Чекај ме, ја сигурно нећу доћи | Дејана                         |
| 2010-е |                                |                                |
| 2011.  | Како су ме украли Немци        | Јелена                         |
| 2012.  | Устаничка улица                | Ирена                          |
| 2015.  | Смрдљива бајка                 | Ема                            |
| 2016.  | Сумњива лица                   | Лепа                           |
| 2016.  | Слепи путник на броду лудака   | Др Славка                      |
| 2018.  | Пет                            | Нина                           |
| 2018.  | Јутро ће променити све         | Дина                           |
| 2019.  | Жмурке                         | Олга                           |
| 2019.  | Жигосани у рекету              | Сенка                          |
| 2020-е |                                |                                |
| 2021.  | Небојша Челик шоу!             | Кошава                         |
| 2021.  | Црна свадба                    | Наташа Јанковић                |
| 2021.  | Келти                          | Цеца                           |
| 2023.  | Тунел (ТВ серија)              | Ненадова мајка                 |
| 2024.  | V ефекат                       | Весна Видовић                  |
| 2024.  | 78 дана                        | Дана                           |
| 2024.  | Свему дође крај                | Нина Штефанчић                 |
| 2025.  | Бранилац                       | Иванка Марић/Љубица Сотировски |
| 2025.  | Кармадона                      | Јелена                         |

## Позориште
| Позориште | Представа                     |
| --------- | ----------------------------- |
| Атеље 212 | Америка други део             |
| ЈДП       | Барбело о псима и деци        |
| Атеље 212 | Бог масакра                   |
| Атеље 212 | Господа Глембајеви            |
| ЈДП       | Из јуначког живота грађанства |
| ЈДП       | Метаморфозе                   |
| ЈДП       | Псећи валцер                  |
| Атеље 212 | Самоудица                     |
| ЈДП       | Шине                          |
| Атеље 212 | Август у округу Осejџ         |
| Атеље 212 | Казимир и Каролина            |